# オスカル・リバス (ボクサー)
オスカル・アンドレス・リバス・トーレス（Óscar Andres Rivas Torres、1987年6月6日 - ）は、コロンビアのプロボクサー。バジェ・デル・カウカ県ブエナベントゥーラ出身。カナダ在住。元WBC世界ブリッジャー級王者。

## 来歴

### アマチュア時代
2007年11月、アメリカのシカゴで開催された世界ボクシング選手権にスーパーヘビー級(91kg超)で出場するが2回戦でビャチェスラフ・グラスコフに敗れた。
2008年、北京オリンピックにスーパーヘビー級(91kg超)で出場し、1回戦でクブラト・プレフに勝利するが、2回戦でロベルト・カンマレーレに敗れた。

### プロ時代
2015年6月8日、有力マネージャーのアル・ヘイモンと契約。
2017年9月28日、モントリオールのモンレアル賭博場でカール・デービス・ドゥルモンドとNABF北米ヘビー級王座決定戦を行い、初回1分8秒KO勝ちを収め王座を獲得した。
2019年1月18日、ニューヨーク州ヴェローナのターニング・ストーン・リゾート・アンド・カジノでIBFインターナショナル・NABO北米ヘビー級王者ブライアント・ジェニングスと12回54秒TKO勝ちを収めNABF王座は3度目の防衛、IBFインターナショナル及びNABO王座を獲得した。
2019年3月29日、GYMボクシングと共同プロモーションの形でボブ・アラムのトップランクと契約しアル・ヘイモンから離脱した。
2019年7月20日、ロンドンのO2アリーナでディリアン・ホワイトとWBC世界ヘビー級暫定王座決定戦を行い、12回0-3（2者が113-115、111-116）の判定負けを喫し王座を獲得出来なかった。
2021年10月22日、モントリオールのオリンピアン・シアターで、対戦予定だったブライアント・ジェニングスが新型コロナウイルス感染症のワクチン接種を拒否したためにカナダへの入国を許可されず、代役として1階級下のWBC世界クルーザー級15位のライアン・ロジッキーとWBC世界ブリッジャー級初代王座決定戦を行い、12回3-0（2者が115-112、116-111）の判定勝ちを収め王座を獲得した。
2022年8月13日、カルタヘナでルカシュ・ロザンスキーと初防衛戦を行う予定だったが、延期されることが7月25日に発表された。
2023年1月5日、網膜剥離となりWBCから休養王者に認定された。

## 獲得タイトル
- NABF北米ヘビー級王座
- IBFインターナショナルヘビー級王座
- NABO北米ヘビー級王座
- WBC世界ブリッジャー級王座(防衛0=剥奪)